# Cracticus cassicus
L'uccello beccaio dal cappuccio od uccello beccaio testanera (Cracticus cassicus (Boddaert, 1783)) è un uccello passeriforme della famiglia Artamidae.

## Etimologia
Il nome scientifico della specie, cassicus, deriva dal nome in lingua francese degli uccelli beccai, cassican, utilizzato per indicare anche gli orioli ed i cacicchi ed a sua volta mutuato dal caribe cazique (indicante i capi guerrieri dai ricchi e colorati ornamenti di piume): il nome comune di questi uccelli è invece un riferimento alla loro livrea.

## Descrizione

### Dimensioni

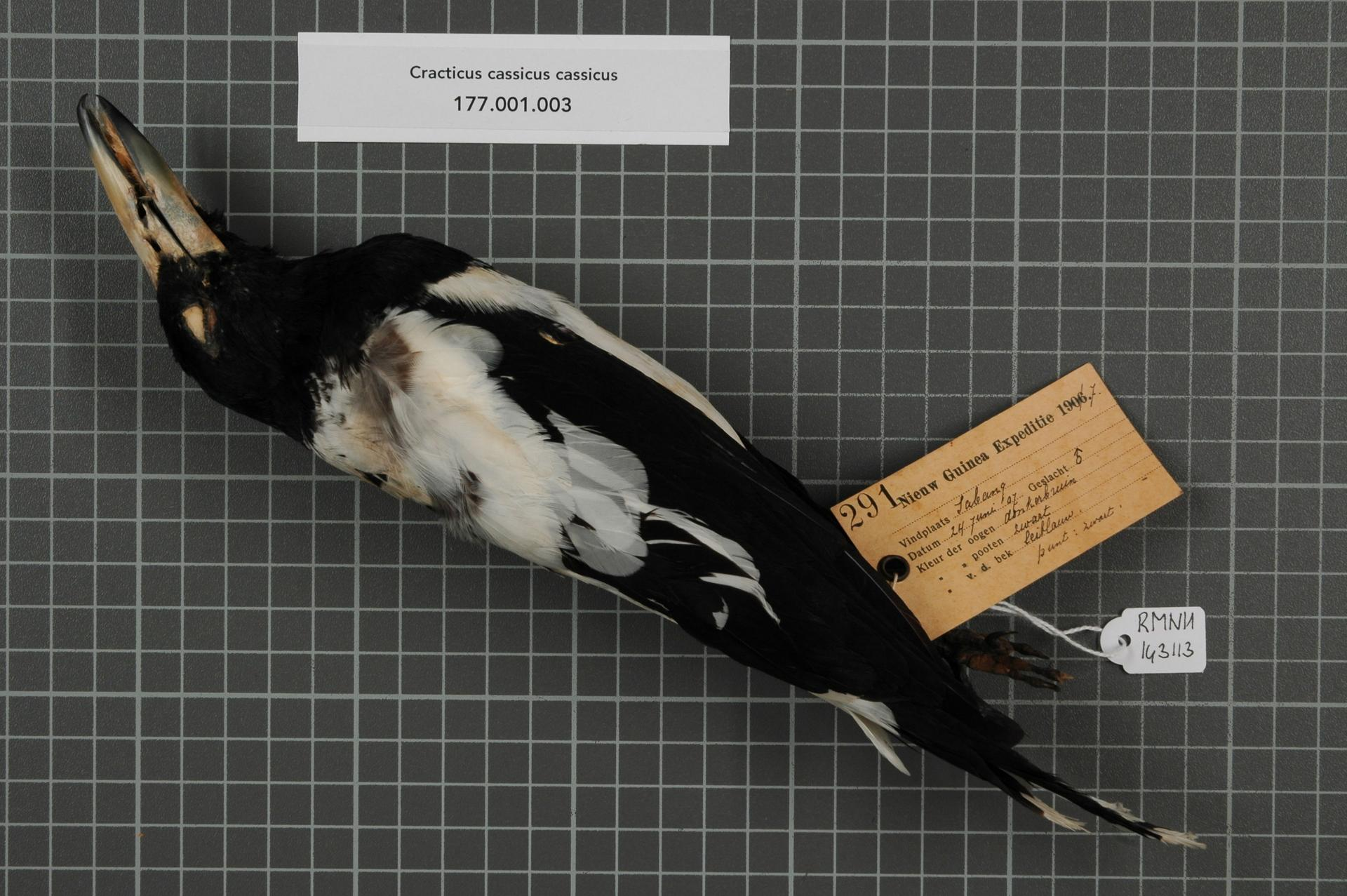
Maschio impagliato.

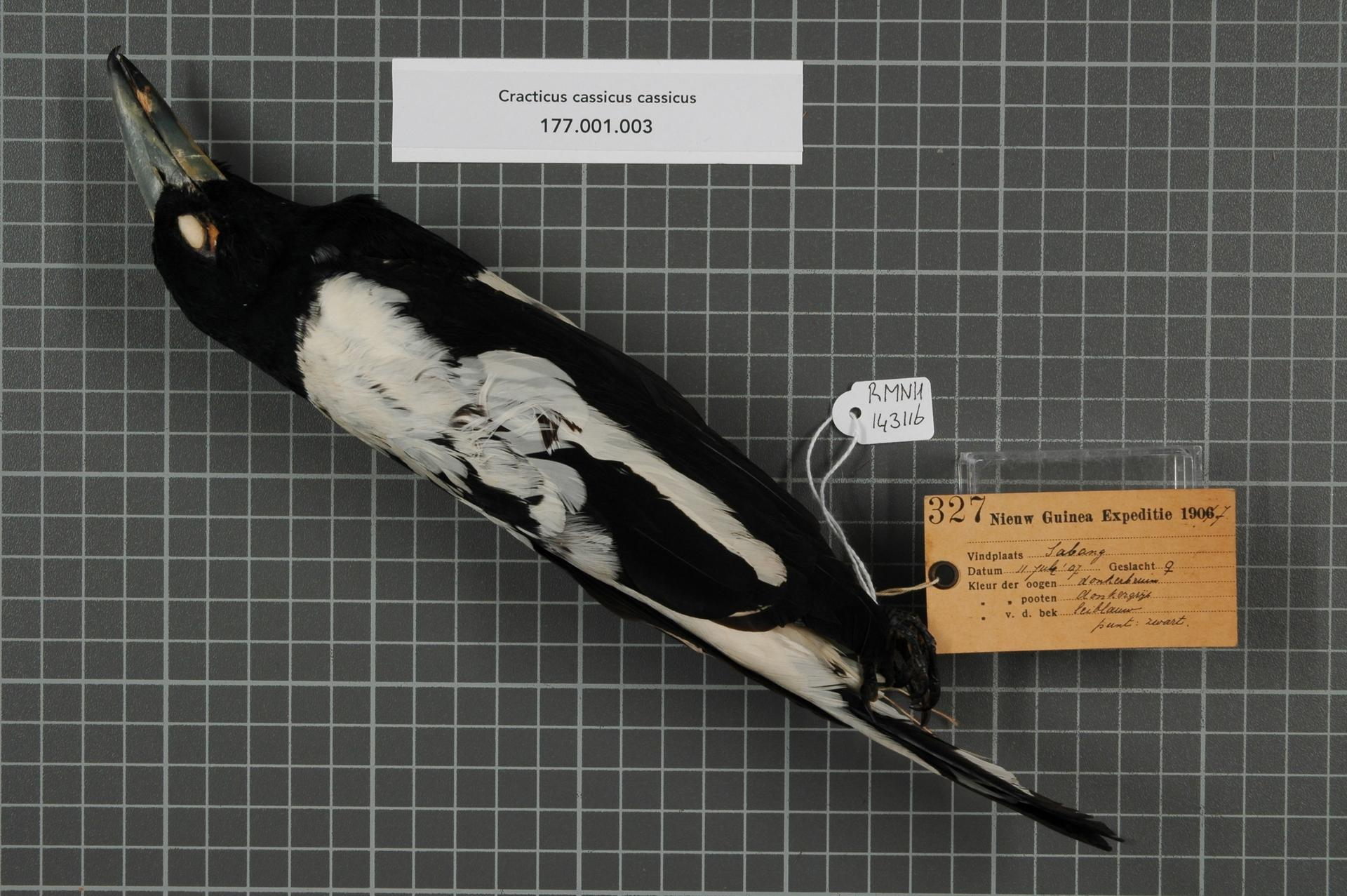
Femmina impagliata.

Misura 32–35 cm di lunghezza, per 130-155 g di peso.

### Aspetto
Si tratta di uccelli dall'aspetto robusto, muniti di lunga coda squadrata, grossa testa anch'essa squadrata (ma comunque più arrotondata rispetto ad altre specie di uccello beccaio) e con forte becco dalla punta della mandibola superiore lievemente uncinata: nel complesso, questi uccelli somigliano molto agli affini uccello beccaio bianconero ed uccello beccaio dorsonero, dal quale differiscono principalmente per la diversa colorazione rispettivamente del dorso e della gola.
Il piumaggio è nero su testa (come intuibile dal nome comune), nuca e parte superiore del petto: questi uccelli presentano un collare bianco su lati del collo e parte superiore del dorso, così come sono di colore bianco il petto, i fianchi, il ventre, il sottocoda ed il codione. Le ali sono bianche, con bordo e remiganti nere (tranne le mediane che sono bianche), ed anche il dorso è di colore nero, con le penne periferiche orlate di bianco: la coda è anch'essa nera.
Le zampe sono di colore grigio-nerastro, gli occhi sono di colore bruno scuro ed il becco è grigio-bluastro con punta nerastra.

## Biologia

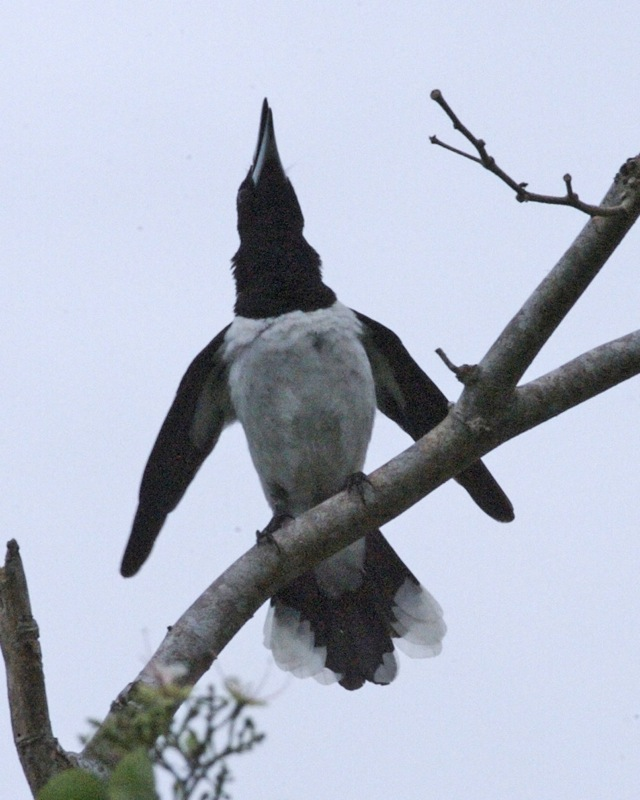
Esemplare canta a Biak.

Si tratta di uccelli diurni, che durante il giorno vivono da soli o in coppie e di sera si riuniscono in gruppi, che collaborano nella difesa del territorio, effettuando canti territoriali all'alba e al tramonto e riunendosi per scacciare eventuali rivali. Questi uccelli sono soliti passare la maggior parte della giornata appollaiati su di un ramo con buona visuale dei dintorni, potendo in tal modo osservare agevolmente il terreno circostante, scendendo in picchiata su eventuali prede.
Come altre specie di uccello beccaio, anche l'uccello beccaio testanera è conosciuto per essere un fine cantore, emettendo richiami flautati e spesso incorporando nelle proprie melodie i versi di altri uccelli.

### Alimentazione
Si tratta di uccelli onnivori, che si nutrono in massima parte di grossi insetti, larve, frutti ed anche piccoli vertebrati e granaglie.

### Riproduzione
Si tratta di uccelli monogami che sembrerebbero in grado di riprodursi durante tutto l'arco dell'anno, privilegiando per farlo la stagione secca.
Il nido è una struttura a coppa, con parte esterna composta da rametti intrecciati grossolanamente e parte interna foderata da erba secca e corteccia: al suo interno, la femmina depone 2-3 uova grigio-verdastre con pezzature brune, che provvede a covare da sola (così come appannaggio esclusivo della femmina è la costruzione del nido, mentre il maschio si occupa di proteggere il territorio) per circa 25 giorni, al termine dei quali schiudono pulli ciechi ed implumi.

I nidiacei vengono accuditi da ambedue i partner: essi sono pronti per involarsi a poco più di un mese dalla schiusa, pur continuando a rimanere nei pressi del nido ed a chiedere l'imbeccata ai genitori (sebbene via via più sporadicamente) ancora per svariate settimane prima di potersi dire indipendenti.

## Distribuzione e habitat

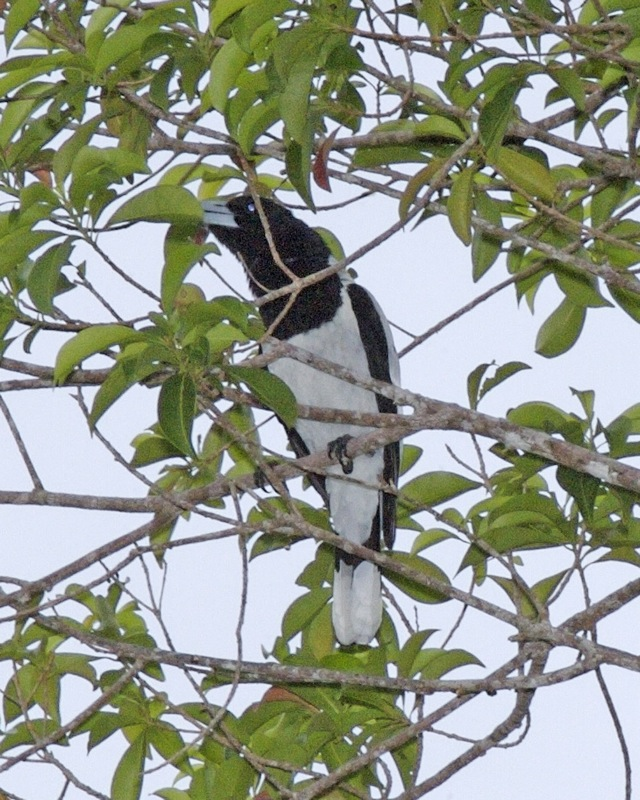
Esemplare a Biak.

Questa specie è endemica della Nuova Guinea e di alcune isole circonvicine: essa manca dalla porzione montuosa centrale dell'isola, mentre la si trova sulle isole più orientali delle Molucche settentrionali.
L'habitat di questi uccelli è rappresentato dalla foresta pluviale secondaria con presenza di radure dove procacciarsi il cibo, fino a 650 m di quota: essi hanno dimostrato di tollerare piuttosto bene la presenza dell'uomo, colonizzando le piantagioni e potendo essere osservati anche nei pressi degli insediamenti.

## Tassonomia
Se ne riconoscono due sottospecie:
- Cracticus cassicus cassicus (Boddaert, 1783) - la sottospecie nominale, diffusa in Nuova Guinea e nelle isole Aru, Gebe, Waigeo, Batanta, Salawati e Misool;
- Cracticus cassicus hercules Mayr, 1940 - di dimensioni maggiori, diffusa alle Trobriand e nelle isole di D'Entrecasteaux.